# Susnježica
Susnježica je oborina sastavljena od kiše i djelomično otopljenog snijega. Za razliku od sugradice, koja je tvrda, i ledene kiše koja je fluidna dok ne udari u neki objekt, ove su oborine mekane i prozirne, ali sadrže neke tragove kristala leda iz djelomično stopljenih pahulja. Susnježica nastaje pri temperaturi oko 0 °C. Na bilo kojem mjestu obično se kratko dogodi kao prijelazna faza iz kiše u snijeg ili obrnuto. METAR kod susnježice je RASN.

## Nastanak
Ove oborine nastaju kada je temperatura u najnižem dijelu atmosfere malo iznad točke smrzavanja vode. Dubina niskog nivoa toplog zraka (ispod razine smrzavanja) potrebna za otapanje snijega koji pada odozgo na kišu varira od oko 230–460 m i ovisi o masi pahuljica i brzini otpuštanja sloja koji se topi. Kiša i snijeg obično se miješaju kada dubina sloja topljenja padne između ovih vrijednosti.